# San Juan (Siquijor)
San Juan is een gemeente in de Filipijnse provincie Siquijor op het gelijknamige eiland. Bij de laatste census in 2007 had de gemeente ruim 13 duizend inwoners.

## Geografie

### Bestuurlijke indeling
San Juan is onderverdeeld in de volgende 15 barangays:
| - Canasagan - Candura - Cangmunag - Cansayang - Catulayan - Lala-o - Maite - Napo | - Paliton - Poblacion - Solangon - Tag-ibo - Tambisan - Timbaon - Tubod |

## Demografie
San Juan had bij de census van 2007 een inwoneraantal van 13.180 mensen. Dit zijn 982 mensen (8,1%) meer dan bij de vorige census van 2000. De gemiddelde jaarlijkse groei komt daarmee uit op 1,07%, hetgeen lager is dan het landelijk jaarlijks gemiddelde over deze periode (2,04%). Vergeleken met de census van 1995 is het aantal mensen met 1.809 (15,9%) toegenomen.

De bevolkingsdichtheid van San Juan was ten tijde van de laatste census, met 13.180 inwoners op 44,37 km², 297 mensen per km².